# Chileuma renca
Chileuma renca là một loài nhện trong họ Gnaphosidae.
Loài này thuộc chi Chileuma. Chileuma renca được miêu tả năm 2005 bởi Norman I. Platnick, Mohammad U. Shadab & Sorkin.